# Politización de la ciencia

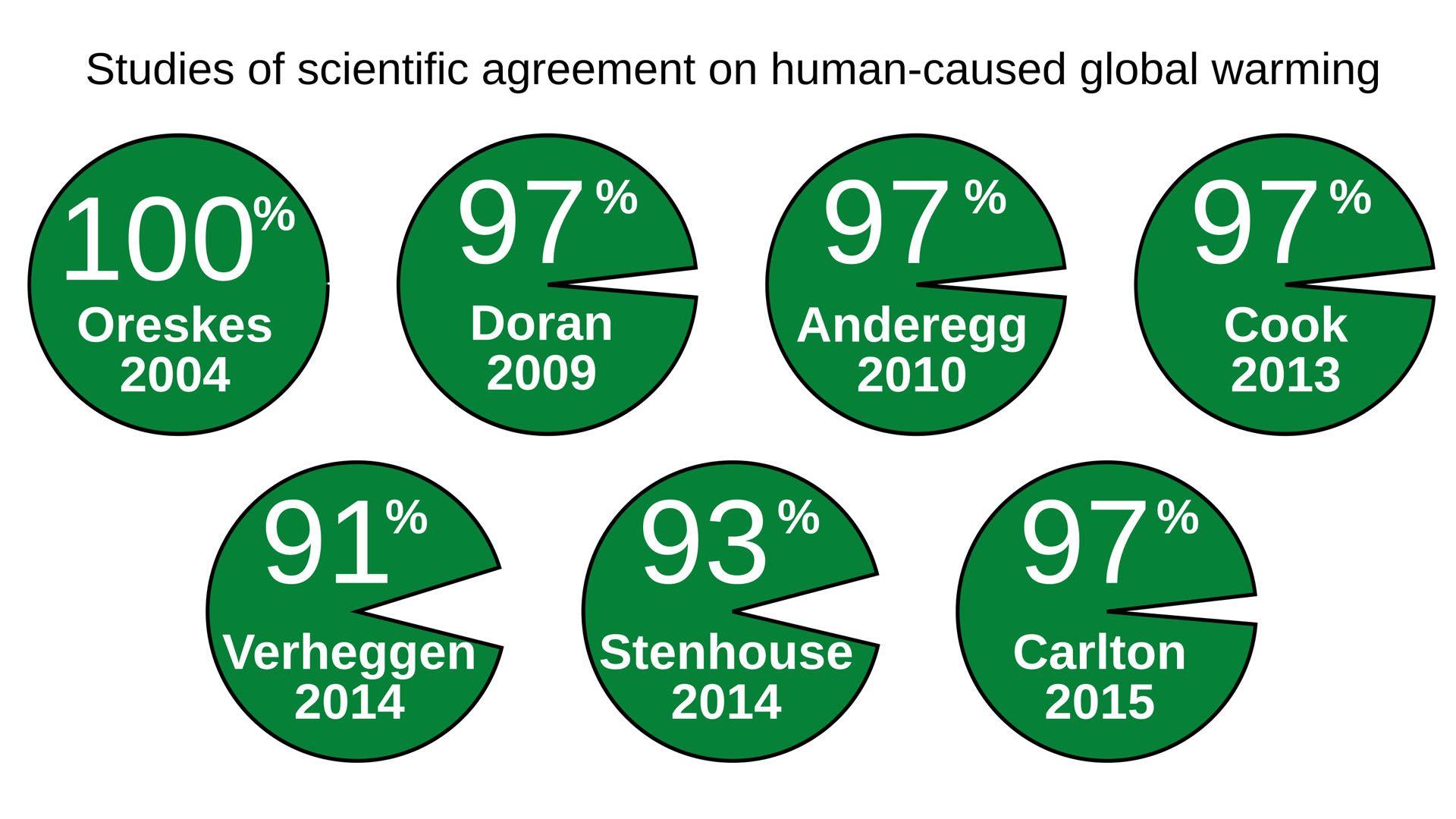
Resultados de siete documentos de 2004–2015 que evalúan el abrumador consenso científico sobre el calentamiento global provocado por el hombre, en contraste con la controversia política sobre este tema, particularmente en Estados Unidos.

La politización de la ciencia es la manipulación de la ciencia con la finalidad de obtener un crédito político. Este fenómeno tiene lugar cuando el gobierno, los negocios, o grupos de presión utilizan presiones legales o económicas para influir sobre los resultados de investigaciones científicas o en la forma en que los mismos son distribuidos, comunicados o interpretados. La politización de la ciencia puede afectar de manera negativa a la libertad académica y científica. Históricamente, han existido grupos que han llevado a cabo campañas para promover sus intereses, desafiando muchas veces el consenso científico, y en un esfuerzo por manipular las políticas públicas.

## Ejemplos

### Unión Soviética
En la Unión Soviética, la investigación científica se encontraba bajo estricto control político.[cita requerida] Varias áreas de investigación fueron declaradas "pseudociencia burguesa" y fueron prohibidas. Esto dio lugar a una serie de retrocesos en la ciencia en la Unión Soviética, por ejemplo fue notable el caso de la biología a causa de una prohibición sobre tareas en temas de genética (véase "Lysenkoismo") y en ciencia computacional, lo cual influyó drásticamente sobre la economía y tecnología soviética. La supresión de temas de investigación comenzó durante la era de Stalin y continuó en los regímenes posteriores.

### Tabaco y cáncer
Hacia mediados de la década de 1950 existía un consenso en la comunidad científica que el fumar promovía el desarrollo del cáncer de pulmón, pero la industria del tabaco luchó contra estos hallazgos, tanto en el ámbito público como puertas adentro de la comunidad científica. Las empresas tabacaleras proveyeron fondos a think tanks y grupos de cabildeo, comenzaron campañas para convencer sobre la inocuidad del tabaco sobre la salud, pagaron propagandas en revistas médicas, y subsidiaron investigaciones que intentaban desarrollar explicaciones alternativas para explicar el desarrollo del cáncer de pulmón, tales como la contaminación ambiental, asbestos y aun las aves domésticas. Negando que el caso en contra del tabaco se encontrara "cerrado," ellos propugnaban la realización de investigaciones adicionales como una táctica para demorar la aprobación de regulaciones sobre el tema.

### Calentamiento global
Los climatólogos y los escépticos del calentamiento global se han acusado mutuamente de politizar la ciencia que subyace en el tema del cambio climático. 
En 1991, una coalición de corporaciones de Estados Unidos que incluía a la Asociación Nacional del Carbón, la Asociación de Combustibles del Oeste y al Edison Electric Institute creó una asociación de relaciones públicas denominada el "Information Council on the Environment" (ICE). El ICE lanzó una campaña de propaganda que costó 500 000$ la que según las propias palabras de ICE, "tiene por objetivo reposicionar al calentamiento global como una teoría (no un hecho)." Los críticos pertenecientes a grupos de la industria han sostenido que las afirmaciones con respecto a una controversia sobre el calentamiento global son parte de un esfuerzo deliberado para reducir el impacto que los tratados internacionales, tales como el Protocolo de Kioto, podrían tener sobre sus intereses económicos y de negocios.
En junio del 2005, John Vidal, editor de temas de medio ambiente del periódico The Guardian, afirmó que existen informes y cartas del Departamento de Estado que muestran como la administración del gobierno de Bush agradeció a los ejecutivos de Exxon por las activas acciones llevadas a cabo por parte de la compañía para ayudar a fijar una política con respecto al cambio climático, incluida la posición que tomó Estados Unidos sobre Kioto. Las contribuciones del grupo de la industria denominado Global Climate Coalition fueron también un factor que influyó.
En el 2006, el columnista George Monbiot de The Guardian informó que de acuerdo a información encontrada en documentos oficiales de Exxon, 124 organizaciones aceptaron fondos de ExxonMobil o trabajaron en estrecha colaboración con aquellos que se financiaron de esta forma, y que "Estas organizaciones toman una posición o línea de acción consistente en cuanto al cambio climático: que la ciencia es contradictoria, los científicos se encuentran divididos, los ambientalistas son charlatanes, mentirosos o lunáticos, y que si los gobiernos tomaran acciones para prevenir el calentamiento global, ellos pondrían en riesgo la economía global por una razón que no es valedera. Las conclusiones o resultados de investigaciones que no son del agrado de estas organizaciones son denominados 'ciencia basura'. Las conclusiones o resultados de investigaciones que son del agrado de estas organizaciones son denominados 'ciencia razonable'." El "uso selectivo de información y datos", cherry picking, ha sido identificado por el Pacific Institute como una forma de abuso científico notable, el Pacific Institute es una organización creada para realizar investigaciones independientes y análisis de políticas sobre temas relacionados con desarrollo, medio ambiente y seguridad.
En diciembre del 2007, el  Christian Science Monitor indicó que por lo menos desde el 2003, y especialmente luego del huracán Katrina, la administración de George W. Bush ha intentado controlar en forma amplia cuales científicos especializados en el tema del clima pueden hablar con los periodistas, como también editar el testimonio dado por los científicos ante el Congreso sobre la ciencia del clima y opiniones legales claves. Aquellos que han analizado a las organizaciones establecidas con el propósito de demorar las acciones y aumentar el nivel de incerteza sobre  consensos científicos establecidos han dividido sus tácticas en tres categorías básicas: primero negar que existe un problema, segundo, argumentar que el mismo no es un problema y que hasta puede ser beneficioso, y en caso de fracasar en estos intentos entonces admitir que es un problema pero insistir en que no se puede hacer nada al respecto.